# Nikolaus-Lenau-Preis
Der Nikolaus-Lenau-Preis ist ein deutsch-österreichischer Literaturpreis.

## Geschichte und Beschreibung
Er erinnert an den österreichischen spätromantischen Schriftsteller Nikolaus Lenau und wurde 1965 von der in Wien ansässigen Internationalen Lenau-Gesellschaft gestiftet. Die Künstlergilde Esslingen verleiht ihn seit 1985 und seit 2008 zusammen mit der Stadt Esslingen am Neckar alle zwei Jahre. 1992 fand keine Preisvergabe statt, da die Modalitäten geändert wurden. Ausgezeichnet werden können deutsch schreibende Autorinnen und Autoren, die in den jeweils letzten beiden Jahren vor der Preisvergabe einen Lyrikband veröffentlicht haben. Als Dotierung wird ein Betrag von 5500 Euro genannt. Die jeweiligen Verlage können Vorschläge einreichen. Daneben sind auch Eigenbewerbungen möglich. Die Preisverkündung findet im Rahmen einer öffentlichen Veranstaltung statt.

## Preisträger
Bisherige Preisträger des Nikolaus-Lenau-Preises waren:
- 1985: Johanna Anderka
- 1986: Dietlind in der Au
- 1987: Irmgard Böhmer
- 1988: Christian Saalberg
- 1989: Johanna Anderka
- 1990: Inge Methfessel
- 1991: Margot Ehrich
- 1993: Dieter Schlesak
- 1994: Holger Teschke, Diedrich Lange, Eva Zeller
- 1995: Ferdinand Blume-Werry
- 1996: Franz Hodjak
- 1997: Kurt Drawert
- 1998: Peter Horst Neumann
- 1999: Ali Prodrimja, Hans-Joachim Lanksch
- 2000: Adam Zagajewski, Karl Dedecius
- 2008: F. E. Berg, Nora Gomringer
- 2010: Ursula Haas, Brigitte Schubert-Oustry
- 2012: Therese Chromik,[4] Karl Corino
- 2014: Utz Rachowski,[5] Bodo Heimann
- 2016: Monika Taubitz[6]
- 2018: Helga Unger
- 2022: Reiner Kunze
- 2023: Matthias Buth